# Funiculina quadrangularis
Espèce
Statut de conservation UICN

 VU Méditerranée A2ab+4ab : Vulnérable
Funiculina quadrangularis est une espèce de cnidaires, une pennatule de la famille des Funiculinidae.

## Répartition
Cette espèce vit le long de la côte ouest de la Grande-Bretagne et des îles avoisinantes, dans le golfe de Gascogne et en Méditerranée,.

## Menaces et mesures de gestion
Cette espèce est vulnérable en Méditerranée.
Les fonds de vase molle à Funiculina quadrangularis sont des milieux riches pour les ressources halieutiques (merlus, grondins, langoustes...).Le chalutage de fond est la première menace qui pèse sur cet habitat.
Les fonds à pennatules sont identifiés dans le cadre de plusieurs démarches internationales : 
- Funiculina quadrangularis est, avec Pennatula phosphorea et Virgularia mirabilis, une des espèces déterminantes de l'habitat OSPAR "colonies de pennatules et mégafaune fouisseuse"[5].
- Ils figurent également sur la liste de référence des types d'habitats marins pour identifier les sites d’Intérêt pour la conservation de la convention de Barcelone[6] et sont mentionnés à ce titre dans le plan d'action pour les habitats obscurs[7] défini dans le cadre Plan d’Action pour la Méditerranée du Programme des Nations Unies pour l’environnement.
- La commission générale des pêches pour la Méditerranée considère également les champs de pennatulaires comme un Habitat Marin Essentiel (EMH) important pour la productivité des pêches[8].